# Seppe Nobels
Seppe Nobels (Bonheiden, 23 augustus 1982) is een Belgisch chef-kok. Hij is headchef van 't Gasthuis te Mechelen, oprichter en medezaakvoerder van InstroomArt. Hij studeerde aan Hotelschool Ter Duinen in Koksijde. Na zijn studies deed hij werkervaring op bij verschillende restaurants, waaronder La Maison du Cygne in Brussel.
In januari 2024 opende Nobels het gastronomisch opleidingstraject "Gasthuis. Mechelen, Europa" in het Oud Gasthuis te Mechelen. Hier kookt hij samen met vluchtelingen 's avonds voor betalende gasten en 's middags voor daklozen en kansarmen.

## Televisie
Nobels was in 2007 de huischef in het televisieprogramma De Wereld van K3.
In 2018 en 2019 was Nobels een vast televisiegezicht op VIER met het programma Grillmasters.
Sinds 2022 is Nobels te zien als chef in Restaurant Misverstand. Met dit programma op Eén pogen Dieter Coppens en Nobels het taboe rond dementie te slopen. Restaurant Misverstand is een restaurant waar het voltallige personeel de diagnose jongdementie heeft. Na een eerste succesvol seizoen in Mechelen volgde in 2023 restaurant Misverstand te Park Spoor Noord, Antwerpen. In 2024 opende Restaurant Misverstand te Casino-Kursaal in de Belgische badstad Oostende. In 2024 won het programma de International Emmy Award in de categorie "non scripted entertainment".

## Prijzen
In 2005 won Nobels vier van de zes hoofdprijzen op de wedstrijd 'Beste Juniorkok van België'. Restaurant Graanmarkt 13 opende in 2010 op de Graanmarkt in Antwerpen. Nobels is een van de pioniers van de Urban Farming-beweging in België (kweken van groenten en kruiden op daktuinen, wildpluk van (stads)onkruid en stadsimkerij). In 2015 werd hij geselecteerd als 'Best Young Chef' in de S.Pellegrinogids. In hetzelfde jaar werd hij 'Chef van het Beste Groenterestaurant van Vlaanderen' in de Groene GaultMillau / We're Smart.
Nobels is sinds 2010 lid van de brigade van 'Jong Keukengeweld/Flanders Kitchen Rebels', een initiatief van Toerisme Vlaanderen om Vlaamse gastronomie wereldwijd te promoten. Nobels is ook lid van de 'NorthSeaChefs', de organisatie die mensen aanspoort om op een verantwoorde manier om te gaan met de Belgische visvangst. Hij was in 2016 chef van het officiële Tomorrowland-restaurant. Omwille van zijn sociale bevlogenheid, zijn culinair werk met anderstalige nieuwkomers en zijn inzet op duurzame werkgelegenheid werd Nobels eind 2021 door Knack Weekend uitgeroepen tot Mens van het Jaar.
Nobels won de Prijs van de Gelijkheid 2021. De jury beloonde hiermee zijn jarenlange sociale betrokkenheid en radicale keuze voor duurzaamheid en ecologie.
Op 11 juli 2022 ontving hij het Ereteken van de Vlaamse Gemeenschap.
Op 19 juli 2024 werd hij benoemd tot Commandeur in de Kroonorde.
Hij was in 2024 samen met Maïté Meeûs laureaat van de 20e Burgerschapsprijs van de Stichting P&V. Volgens de jury dragen hun respectieve acties bij aan het bevorderen van een meer inclusieve en rechtvaardige samenleving.
1. ↑  Topchef Seppe Nobels leidt rond in tijdelijk restaurant 'Gasthuis. Mechelen, Europa': "Hier serveren we het lievelingsgerecht van hun mannen aan het front", Het Laatste Nieuws, 4 januari 2024
2. ↑  Seppe Nobels kookt met vluchtelingen voor daklozen: "Ik heb nog beter leren zien waar eten echt om draait", De Standaard, 5 januari 2024
3. ↑  "Vier haalt Antwerpse topchef binnen voor nieuw programma Grillmasters", Gazet van Antwerpen, 12 juli 2017.
4. ↑  VRT1-programma ‘Restaurant Misverstand’ wint International Emmy Award: “Bekroning voor moed van deelnemers en mantelzorgers”. De Standaard (26 november 2024). Geraadpleegd op 26 november 2024.
5. ↑  Graanmarkt 13, De Standaard, 30 april 2010
6. ↑  "De kok die zijn dak beplantte", De Standaard, 2 november 2013.
7. ↑  "Graanmarkt 13 uitgeroepen tot Beste Groenterestaurant 2015", De Standaard, 29 september 2014.
8. ↑   (21 juli 2016). Tomorrowland: Callebaut trakteert op Belgische chocoladefrieten. Knack Weekend
9. ↑  De kok zonder grenzen: waarom Seppe Nobels onze Mens van het Jaar is, Knack Weekend, 25 april 2022
10. ↑  Seppe Nobels wint Prijs van de Gelijkheid 2021 • Curieus. curieus.be. Geraadpleegd op 28 juli 2024.
11. ↑  "Koning reikt adellijke en burgerlijke titels uit: onder meer Stromae en chef Seppe Nobels bekroond", De Standaard, 19 juli 2024.